# Pokolj kod Volinje listopada 1991.

## Uvod
Pokolj kod Volinje je ratni zločin kojeg su počinili za vrijeme velikosrpske agresije na Hrvatsku srpski odmetnici Hrvatima iz tog sela, u svrhu etničkog čišćenja tog kraja od hrvatskog stanovništva. Pokolj su počinili sredinom listopada 1991., kada su pobunjeni Srbi ubili 7 Hrvata, petero zarobljenih policajaca i dvoje civila.

## Tijek događaja
Pokolj je napravila srpska pobunjenička paravojna postrojba Kaline kojom je zapovijedao Stevo Borojević Gadafi. Radilo se o istoj postrojbi koja je počinila masovni ratni zločin u banovinskom selu Kostrićima. 
U postaji milicije pobunjenih Srba u Hrvatskoj Kostajnici su se nalazili zarobljeni hrvatski civili i pripadnici pričuvnog sastava hrvatske policije iz sisačke policijske uprave. Pripadnici srpske pobunjeničke paravojne postrojbe su odvezli kamionom prema selu Volinji petero zarobljenih policajaca i dvoje civila. Kod rijeke Une su ih izveli iz kamiona i smaknuli.

## Pravosudne mjere
Studenoga 1991. hrvatsko je pravosuđe (županijski DORH) temeljem kriminalističke istrage PU Sisačko-moslavačke utvrdilo da su dvojica pripadnika postrojba specijalne namjene milicije pobunjenih Srba, s područja Dvora, počinila taj ratni zločin protiv ratnih zarobljenika i civilnog stanovništva. Sukladno tome je podnesena prijava županijskom DORH-u u Sisku.
Bili su dijuelom iste paravojne postrojbe koja je 15. studenoga pobila stanovnike sela Kostrića. Također ih se dovodi u svezu sa smaknućem ruskih novinara kod Hrvatske Kostajnice 1. rujna 1991. godine.